# Johannes III Doukas Vatatzes
Johannes III Doukas Vatatzes (grekiska: Ιωάννης Γ΄ Δούκας Βατάτζης), född omkring 1192, död 1254, var monark i kejsardömet Nicaea mellan år 1221 och 1254.
Johannes stammade från en förnäm trakisk släkt och var gift med Irene Laskarina, dotter till kejsar Theodoros I Laskaris, och blev dennes efterträdare 1221. Efter Irenes död gifte Johannes om sig med tyske kejsaren Fredrik II:s dotter Konstantia (Anna). Med Iren hade han sonen Theodoros II Laskaris. Johannes var en duglik och klok kejsare, skicklig organisatör och framstående krigare som utvecklade riket både utåt och inåt.